# Hapkido
Hapkido är en koreansk kampkonst  med rötter i den japanska kampkonsten Daito Ryu Aiki-Jutsu.

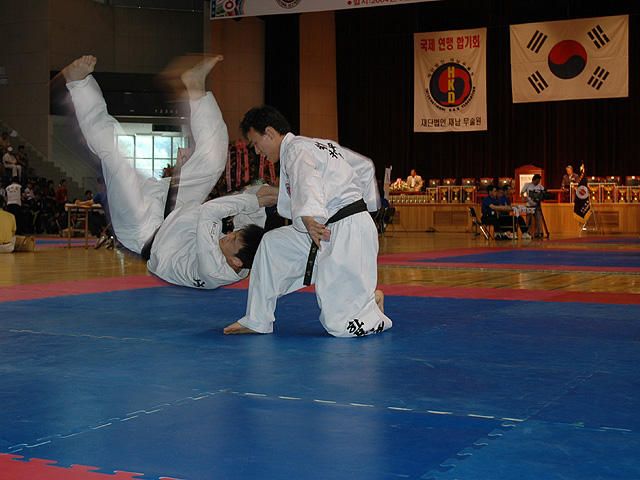
Hapkidotävling i Korea.

Grundaren av Hapkido är Choi Young-Sul (1904–1986). Den som har tränat längst under grundaren är Grandmaster Lim Hyun Soo och är den ende som fortfarande är aktiv.
Grandmaster Lim är nummer två av fyra totalt som fick 9-Dan av Hapkidons grundare Choi Young-Sul.

## Sverige
I Sverige  ligger de få Hapkido klubbar som finns under Svenska Taekwondoförbundets Hapkido kommitté. Hapkido kommittén består av en ordförande och en representant från nord, syd, väst och öst. http://www.swetaekwondo.se/kommitter/hapkidokommitte